# Christian Wilhelm von Dohm
Christian Wilhelm von Dohm (Lemgo, 11 de dezembro de 1751 — Nordhausen, 29 de maio de 1820) foi um historiador alemão.
Em 1781 escreveu Über die Bürgerliche Verbesserung der Juden, uma obra em dois volumes sobre a emancipação judaica.